# Pamięć półprzewodnikowa
Pamięć półprzewodnikowa – rodzaj pamięci opartej na cyfrowych układach scalonych i przechowującej informacje w postaci binarnej. Do tego typu należą m.in. typowe pamięci RAM, układy ROM, a także dyski SSD. Pamięci te są jednymi z podstawowych typów pamięci stosowanych w komputerach osobistych.
Punktem pamięci półprzewodnikowej statycznej jest przerzutnik SR, zbudowany w oparciu o technologię bipolarną lub unipolarną. Zasada działania takiej pamięci polega na podaniu sygnału jedynki logicznej na odpowiednią linię słowa zapisu (lub odczytu) oraz sygnału „1” lub „0” na linię bitu zapisywanego (lub odczytywanego). W odróżnieniu od pamięci statycznej, pamięć dynamiczna wymaga dodatkowego działania, jakim jest wielokrotne odświeżanie jej zawartości w ciągu sekundy, aby mogła ona przechowywać ładunki elektryczne oznaczające wartości poszczególnych bitów.
Pamięci półprzewodnikowe mają organizację określoną jako {\displaystyle n\cdot m,} gdzie {\displaystyle n} oznacza wielkość pamięci (np. 16, 256, 1024), a {\displaystyle m} liczbę bitów dostępnych po zaadresowaniu pojedynczej komórki (zwykle 1, 4 lub 8).